# Trascender: Las 3 leyes ancestrales
Trascender: Las 3 leyes ancestrales es una serie de televisión animada infantil boliviana, creada por la UNODC, la Embajada de Suecia en Bolivia y el Ministerio de Justicia y Transparencia Institucional, producida por Naira y Firebot Games para Bolivia TV.
Se estrenó desde el 13 hasta el 17 de diciembre de 2021, con un adelanto exhibido el 9 de diciembre, en el Día Internacional Contra la Corrupción, en la Estación Roja de Mi Teleférico.
La serie fue renovada para una segunda temporada titulada Trascender: La Segunda Tierra junto con un trailer que se presentó el 7 de diciembre de 2023 en su página de Facebook. 

## Argumento
El principal objetivo de la serie trata de expandir los conceptos de ama suwa, ama q'uella y ama llulla (respectivamente, no seas ladrón, no seas flojo y no seas mentiroso; original del Quimsacharani). Es por ello que Chelo (Oscar-Ricardo Encinas), Kantu (Ivette Mercado) y Naira, deberán recorrer toda una travesía por Ninguna Parte para descubrir las 3 Leyes Ancestrales.

## Elenco

### Protagonistas
- Narradora (voz de Alejandra Lanza)
- Chelo (voz de Oscar-Ricardo Encinas)
- Kantu (voz de Ivette Mercado)
- La Sombra (voz de Daniel Larrazábal)

## Episodios
| Temporada | Temporada | Episodios | Episodios | Emisión original        | Emisión original        | Cadena original |
| Temporada | Temporada | Episodios | Episodios | Primera emisión         | Última emisión          | Cadena original |
| --------- | --------- | --------- | --------- | ----------------------- | ----------------------- | --------------- |
|           | 1         | 6         | 6         | 13 de diciembre de 2021 | 17 de diciembre de 2021 | Bolivia TV      |
|           | 2         | 8         | 8         | 16 de enero de 2024     | 26 de enero de 2024     | Bolivia TV      |